# Ліптовська Мара
Липтовська Мара (словац. Liptovská Mara) — водосховище в Жилінському краю в північній Словаччині, на річці Ваг, поруч з містом Ліптовський Мікулаш.

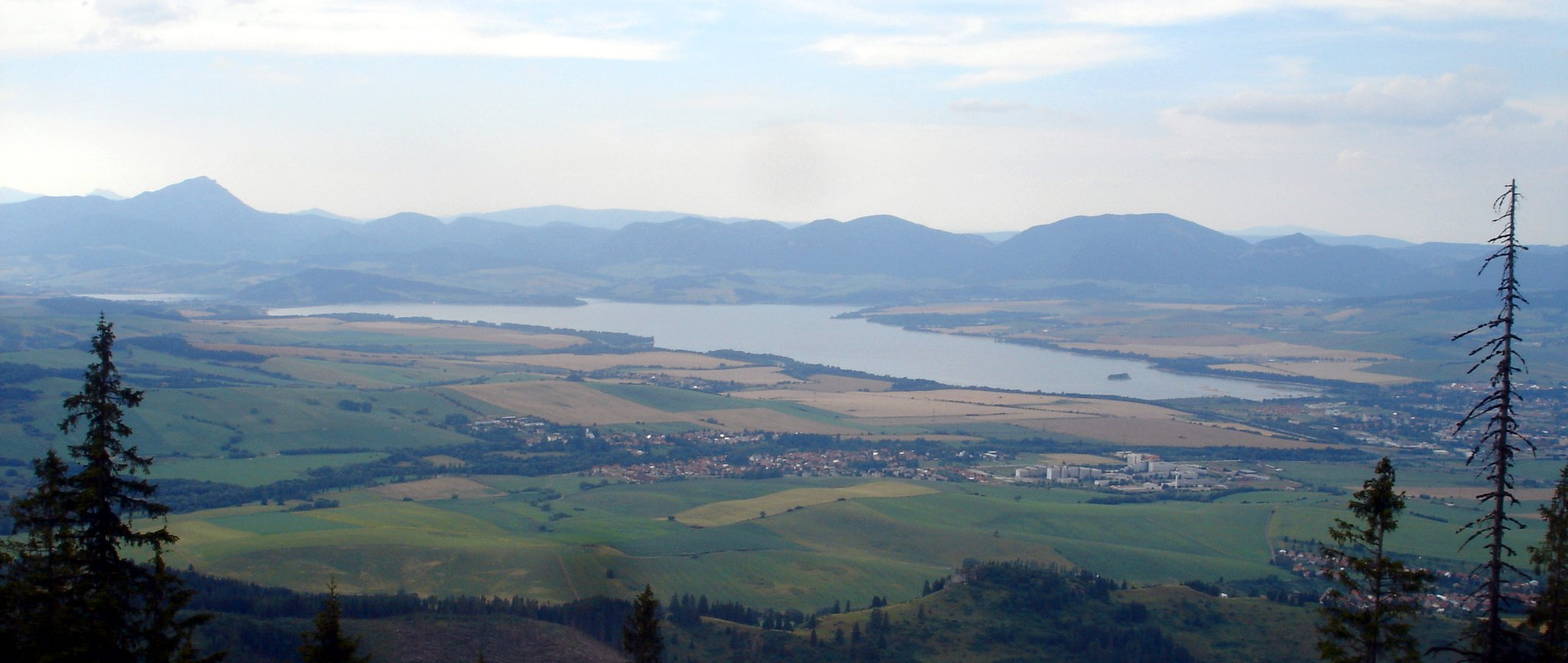
Липтовська Мара

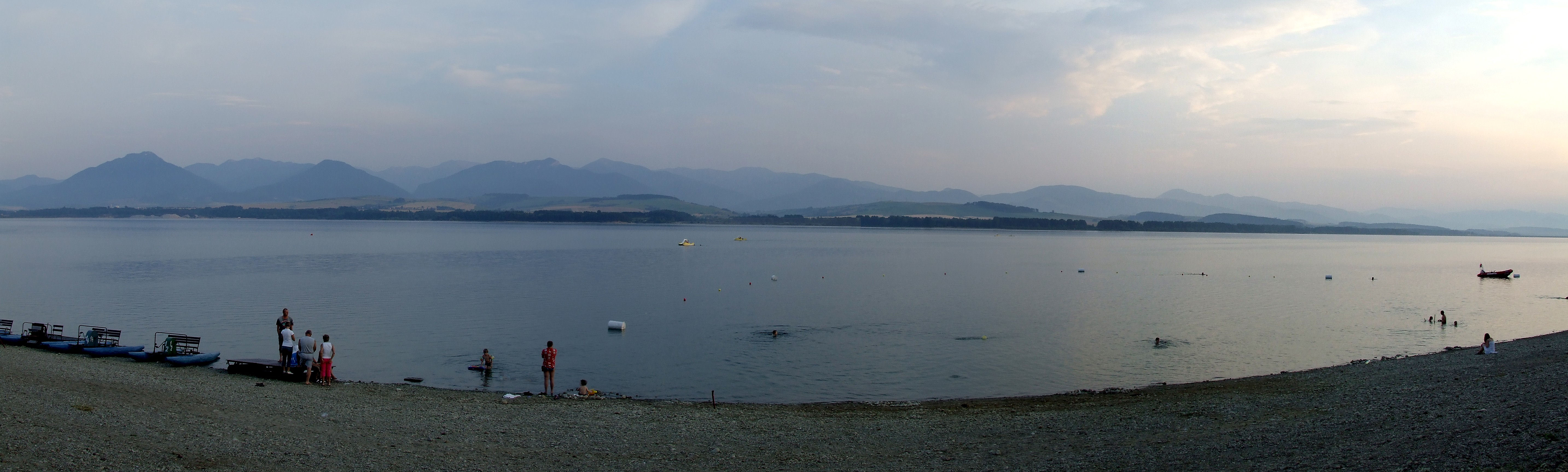
Липтовська Мара

Водосховище споруджено в 1965–1975 роках. Має площу 27 км², максимальна глибина 45 м. За обсягом затриманої води (360 млн м³) є найбільшим резервуаром в Словаччині. Під час будівництва було затоплено дев'ять сіл, а також перенесені залізнична гілка і шосе. Основне призначення греблі — боротьба з повенями і виробництво електроенергії. Потужність електростанції — 198 Мегават. Гребля має висоту 45 метрів, це друга за висотою гребля в Словаччині.
Ліптовська Мара активно використовується для відпочинку: човни, водні велосипеди, серфінг, скутери, купання, гольф, а останнім часом — екстремальні види спорту. На берегах водосховища розташований один із найбільших у східній Європі аквапарків — Татраландія.
Вливаються річки Квачянка; Просічанка і потік Сестрч.